# Ібрагім Сорі Даара
Ібрагім Сорі III Даара (д/н — 1871) — 13-й альмамі імамату Фута-Джаллон в 1870—1871 році.

## Життєпис
Походив з клану Сорійя. Про нього обмаль відомостей. 1870 року відсторонив альмамі Ібрагіма Сорі II від влади (за іншими відомостями той сам поступився троном). Невдовзі вимушений був протистояти загонам хуббус (релігійних фанатиків, яких підтримував халіф тукулерів Ахмаду Талл. 1871 року в битві біля Бокетто Ібрагім Сорі Даара загинув. Тому владу знову перебрав Ібрагім Сорі II.